# Cantone di Lisle-sur-Tarn
Il Cantone di Lisle-sur-Tarn era una divisione amministrativa dell'arrondissement di Albi.
È stato soppresso a seguito della riforma complessiva dei cantoni del 2014, che è entrata in vigore con le elezioni dipartimentali del 2015.
Comprendeva i comuni di:
- Lisle-sur-Tarn
- Parisot
- Peyrole